# Tàu Mærsk Mc-Kinney Møller
Tàu Mærsk Mc-Kinney Møller là tàu container hàng đầu loại Triple E class. của hãng A.P.Møller-Mærsk. Tàu này có trọng tải lớn nhất về TEU tính cho tới nay, và là tàu thủy đang hoạt động dài nhất thế giới tính đến  năm 2013. Tàu này được nhà máy đóng tàu Daewoo Shipbuilding & Marine Engineering (DSME) của Hàn Quốc đóng cho hãng A.P. Møller-Mærsk, và bắt đầu hoạt động từ ngày 2.7.2013. Tàu được đặt tên là Mærsk Mc-Kinney Møller, tổng giám đốc điều hành của hãng Maersk từ năm 1965 tới năm 1993. Tàu này là tàu đầu tiên thuộc loại "Triple E" trong số 20 tàu được dự trù sẽ đóng.
Khi được hạ thủy trong tháng 7 năm 2013, tàu Mærsk Mc-Kinney Møller là tàu container lớn nhất và hiệu quả nhất thế giới, với chiều dài 399 mét (1.309 ft) và có trọng tải 18.270 TEU container. Hiệu quả của tàu được tối đa hóa bằng các động cơ tiết kiệm nhiên liệu và có tốc độ tối đa là 23 knots, giảm thiểu tiêu thụ nhiên liệu cùng giảm thải carbon dioxide 20% so với tàu vận tải hiệu quả nhất trước đây. Trong thời gian hoạt động bình thường, tàu được vận hành bởi một thủy thủ đoàn 19 người.

## Quá trình đóng tàu

Kích thước so sánh của một số tàu dài nhất từng được xây dựng: Từ trên xuống dưới: Knock Nevis (tên cũ Seawise Giant), Mærsk Mc-Kinney Møller, Vale Brasil, Allure of the Seas, và hàng không mẫu hạm.

Hợp đồng đóng tàu Mærsk Mc-Kinney Møller được ký ngày 21.2.2011. Công việc bắt đầu với một buổi lễ cắt thép tại nhà máy đóng tàu Daewoo Shipbuilding & Marine Engineering ở Hàn Quốc ngày 18.6.2012. Thân tàu thủy được đưa xuống nước ngày 27.11. 2012 và tàu được chính thức hạ thủy ngày 24.2.2013.
Tàu Mærsk Mc-Kinney Møller rời hãng đóng tàu Daewoo với đầy đủ khả năng hoạt động ngày 2.7.2013, và bắt đầu cuộc thử sức với biển.